# Flachdecke
Die Flachdecke ist ein Bauteil und bezeichnet eine  unterzugslose Decke, die im Regelfall als Ortbeton- oder als Elementdecke ausgeführt wird.

## Flachdecke
Bei diesem Tragsystem trägt die Deckenplatte ihre Lasten nicht über Unterzüge in die Stützen ab, sondern ist punktförmig durch Stützen und etwaige Wände gestützt. Üblicherweise bestehen heutzutage die Flachdecken aus Stahlbeton oder bei größeren Stützweiten ab ungefähr 9 m aus Spannbeton. Die Vorteile liegen insbesondere in der einfachen Einschalung und Herstellung, geringere Konstruktionshöhe als die Trägerdecke, glatte Deckenuntersichten und bei Bürogebäuden die freie Leitungsführung der Installationen und Flexibilität in der Raumeinteilung. Nachteilig sind das gegenüber der Plattenbalkendecke höhere Deckengewicht, die größere Verformungsempfindlichkeit sowie die aufgrund des zweiachsigen Lastabtrages schwierigere Bemessung der erforderlichen Bewehrung. Insbesondere die Krafteinleitung am Stützenkopf ist sorgfältig zu planen und auszuführen, um das Durchstanzen zu vermeiden.

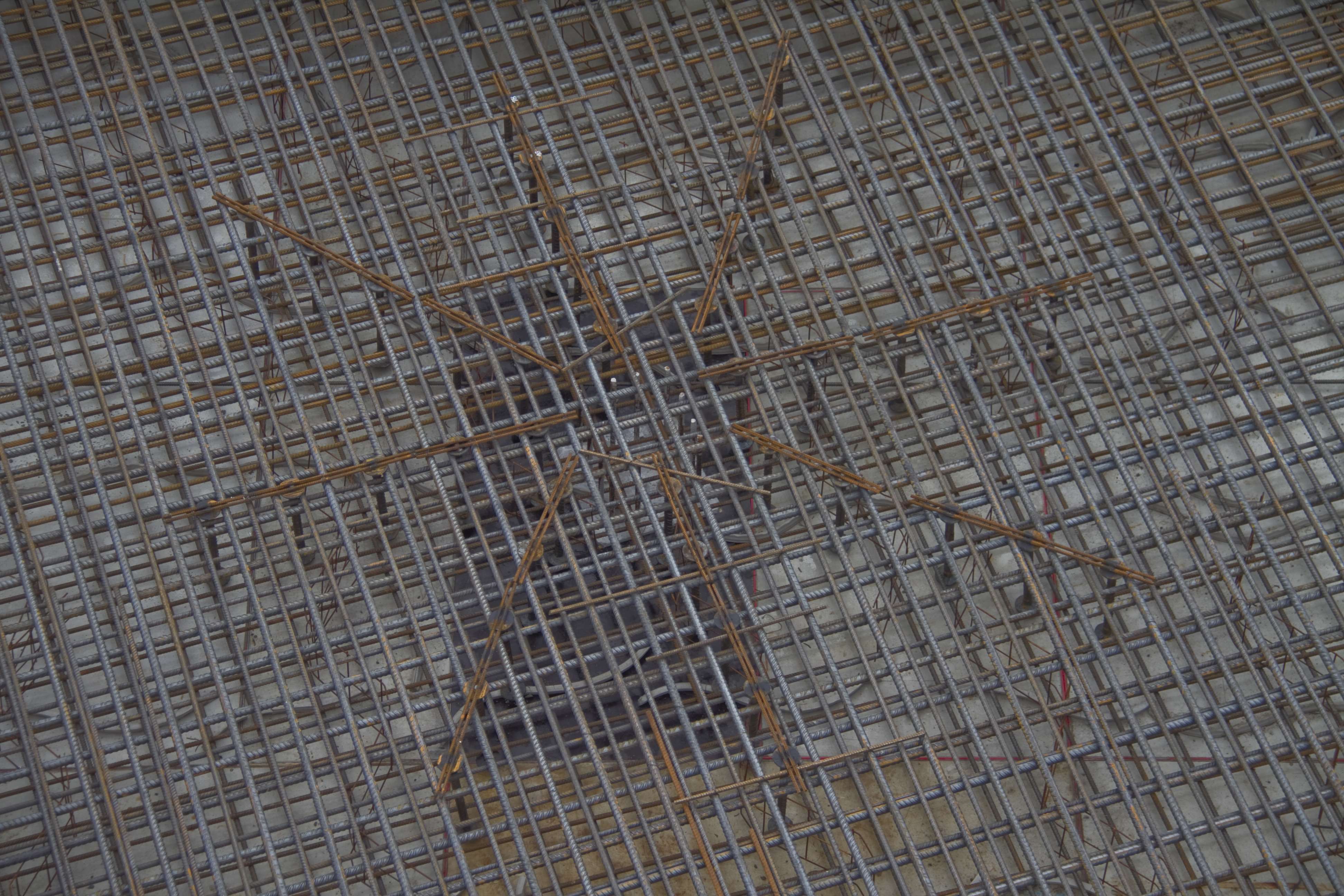
Durchstanzbewehrung in einer Deckenbewehrung mit darunterliegender Stütze

Werden in die Decke zur Gewichtsreduktion Hohlkörper zwischen der tragenden Bewehrung als Abstandhalter eingebaut, so ergibt sich eine Reduktion des Eigengewichts von 25 bis 35 Prozent gegenüber dem Vollquerschnitt, was größere Stützweiten ermöglicht.

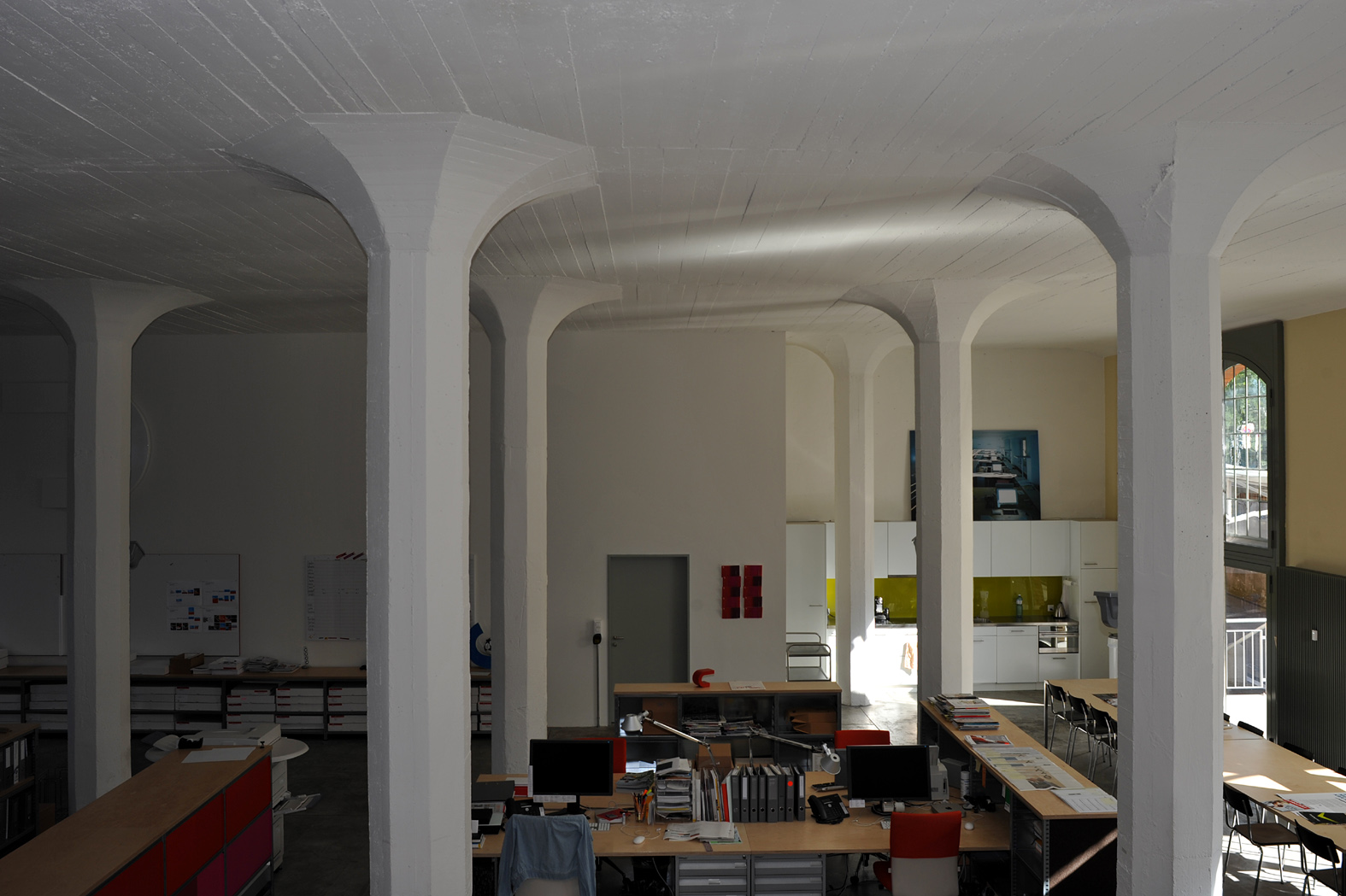
Pilzdecke im Lagerhaus Giesshübel in Zürich

## Pilzdecke
Die ersten unterzugslosen Decken waren Pilzdecken. Bei diesen werden die Stützen unterhalb der Decke pilzhutförmig verbreitert. Dadurch ist der Lastabtrag der Decke in die Stütze aufgrund einer gleichmäßigeren Verteilung der Spannungen in der Decke besser. Erste Pilzdecken wurden 1906 von C.A.P. Turner in Minneapolis in den USA gebaut, in Europa erstellte der Schweizer Robert Maillart die ersten unterzugslosen Decken 1910 im Lagerhaus der Mangili Lagerhausgesellschaft AG an der Giesshübelstrasse in Zürich.

## Slim-Floor-Decke
Bei den Slim-Floor-Flachdecken erfolgt der Lastabtrag der Decke auf die Stützen durch deckenbündig eingebaute Stahl- oder Stahlverbundträger, wobei die Decken aus Ortbeton oder Betonfertigteilen (Elementdecke) bestehen können. Dieses Deckensystem wurde in Skandinavien entwickelt und ist dort weit verbreitet.